# O Livro da Cidade de Senhoras

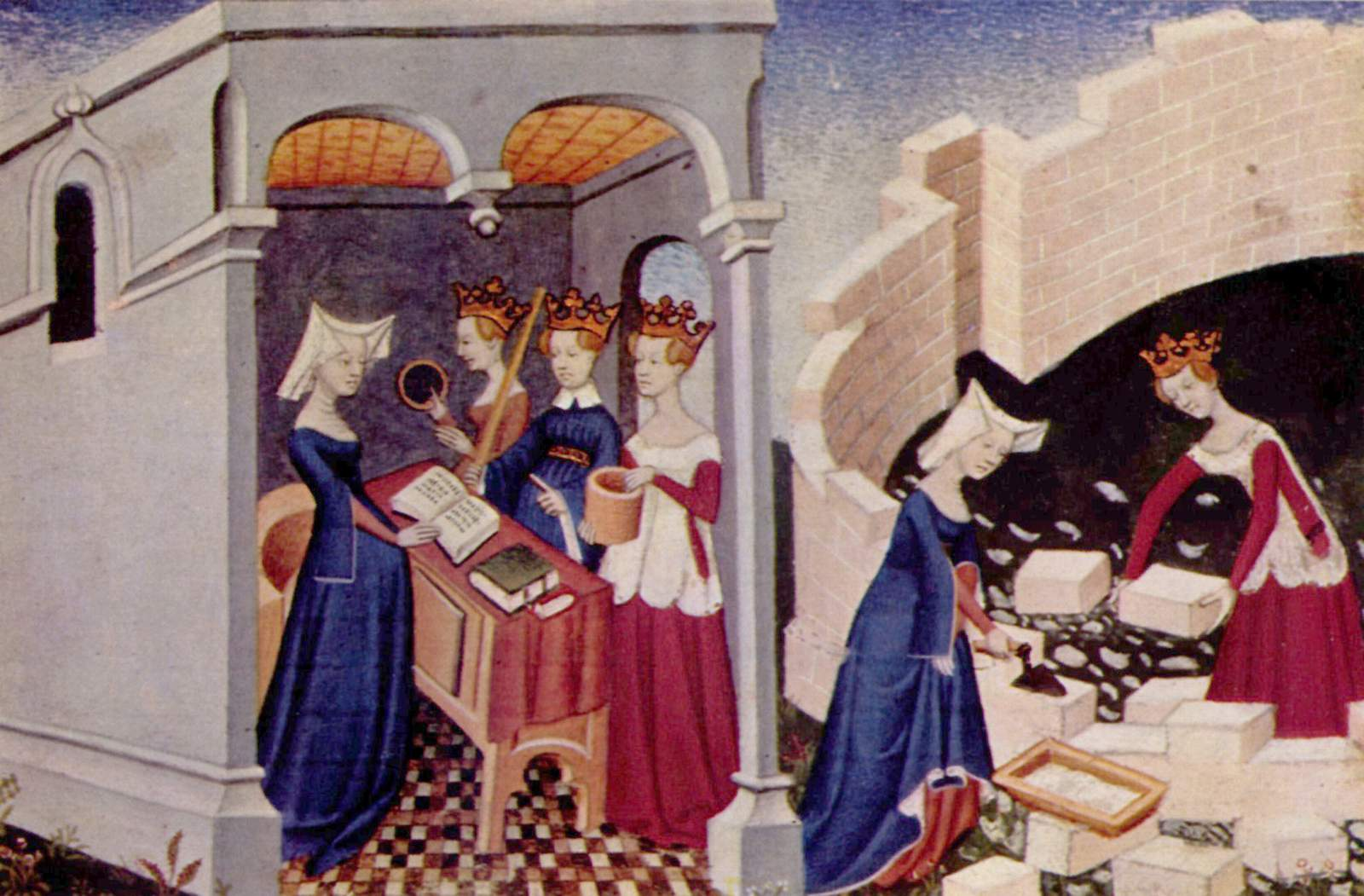
Ilustração do Livro da Cidade de Senhoras.

Concluído em 1405, O Livro da Cidade de Senhoras (em francês: Le Livre de la Cité des Dames) é talvez a mais famosa obra literária de Cristina de Pisano, e é seu segundo trabalho de prosa extensa. Pisano usa a língua francesa vernácula para compor o livro, mas muitas vezes ela usa sintaxe e convenções de estilo latinizado dentro de sua prosa francesa. O livro serve como sua resposta formal ao popular Romance da Rosa de Jean de Meung. Cristina combate as declarações de Meung sobre as mulheres através da criação de uma cidade alegórica de senhoras. Ela defende a mulher coletando uma grande variedade de mulheres famosas ao longo da história. Essas mulheres são "alojadas" na Cidade de Senhoras, que na verdade é o seu livro. Conforme a autora edifica a sua cidade, ela usa cada mulher famosa como um bloco de construção para não apenas as paredes e casas, mas também como blocos de construção para sua tese. Cada mulher acrescentada à cidade contribui para o argumento da autora em relação às mulheres como participantes valorizadas na sociedade. Ela também defende a favor da educação para as mulheres.
Cristina de Pisano também terminou por volta de 1405 O Tesouro da Cidade de Senhoras (Le Trésor de la cité des dames, também conhecido O Livro das Três Virtudes), um manual de educação, dedicada a Princesa Margarida de Borgonha. Este tem como objetivo educar mulheres de todas as propriedades, as últimas mulheres dizem que têm maridos: "Se ela quer agir com prudência e ter o louvor, tanto do mundo e seu marido, ela vai ser alegre a ele o tempo todo". Seu Livro e Tesouro são suas duas obras mais conhecidas, juntamente com o Ditie de Jehanne D'Arc.

## Resumo

### Parte I
A parte I começa com a autora lendo Lamentações de Matéolo, uma obra do século XIII que aborda o casamento onde ele escreve que as mulheres fazem a vida dos homens miserável. Ao ler estas palavras, Cristina ficou entristecida e sentiu vergonha de ser uma mulher: "Esse pensamento inspirou um grande senso de desgosto e tristeza em mim tal que eu comecei a me desprezar e todo o meu sexo como uma aberração da natureza". As três Virtudes, em seguida, aparecem para Cristina, e cada senhora diz à autora que seu papel será no sentido de ajudar a construir a Cidade de Senhoras. Senhora Razão, uma virtude desenvolvida por Cristina com a finalidade de seu livro, é a primeira a se juntar a ela e a ajuda a construir as paredes externas da cidade. Ela responde a perguntas da escritora sobre por que alguns homens difamarem as mulheres, ajudando Cristina a preparar o terreno em que a cidade será construída. Ela diz para Cristina "tomar a pá de [sua] inteligência e cavar fundo para fazer uma trincheira ao redor [da cidade] ... [e Razão] irá ajudá-la a levar os cochos de terra em [seus] ombros." Estes "cochos de terra" são as últimas crenças que Cristina tinha mantido. A autora, no início do texto, acredita que as mulheres devem ser realmente ruins, porque ela "dificilmente poderia encontrar uma obra moral de qualquer autor que não dedica algum capítulo ou parágrafo para atacar o sexo feminino. [Portanto, ela] teve que aceitar essas opiniões desfavoráveis de autores sobre as mulheres, uma vez que era improvável que tantos homens instruídos, que pareciam ser dotados de tão grande inteligência e visão sobre todas as coisas, poderiam ter mentido em tantas ocasiões diferentes." Cristina não está usando a razão para descobrir os méritos das mulheres. Ela acredita que tudo o que ela lê em vez de colocar sua mente para listar todos os grandes feitos que as mulheres têm realizado. Para ajudá-la a ver a razão, Senhora Razão vem e lhe ensina. Ela ajuda a escritora a dissipar sua própria auto-consciência e os pensamentos negativos de escritores do passado. Com a criação de Senhora Razão, Cristina não só ensina a sua própria auto alegoria, mas também seus leitores. Ela dá não só a si mesma a razão, mas também dá aos leitores, e as mulheres, razão para acreditar que elas não são criaturas do mal ou inúteis, mas sim têm um lugar importante dentro da sociedade.

#### Mulheres discutidas
Essas mulheres são discutidas na Parte I do Livro da Cidade de Senhoras.
- Rainha de Sabá
- Fredegunda
- Semíramis
- Amazonas: Tamires, Menalipe, Hipólita, Pentesileia
- Zenóbia
- Artemísia I de Cária
- Lilia, mãe de Teodorico
- Camila
- Laódice da Capadócia
- Clélia
- Cornifícia
- Faltônia Betícia Proba
- Safo
- Medeia
- Circe
- Carmenta
- Ceres
- Ísis
- Aracne
- Panfile
- Tamaris
- Irene
- Iáia de Cízico
- Mulher virtuosa
- Gaia Cirila
- Dido
- Ops
- Lavínia

### Parte II
Na Parte II, Senhora Retidão diz que ela irá ajudar Cristina a "construir as casas e edifícios no interior das muralhas da Cidade de Senhoras" e preenchê-las com as habitantes que são "senhoras valentes de grande renome". Conforme elas constroem, Senhorita Retidão lhe informa com exemplos e histórias de "senhoras pagãs, hebraicas, e cristãs" que possuíam o dom da profecia, a castidade, ou a devoção a suas famílias e outros. Cristina e Senhora Retidão também discutem a instituição do casamento, abordando questões da autora a respeito das reivindicações dos homens sobre os malefícios que as mulheres trazem para o matrimônio. Senhora retidão corrige esses equívocos com exemplos de mulheres que amaram seus maridos e agiram virtuosamente, observando que as mulheres que estão mal em relação a seus maridos são "como as criaturas que vão totalmente contra a sua natureza". Também refuta as alegações de que as mulheres são sem castidade, inconstantes, infiéis, e entende pela natureza através de suas histórias. Esta parte termina com a escritora abordando as mulheres e pedindo-lhes para orar por ela enquanto ela continua seu trabalho com a Senhora Justiça para concluir a cidade.

#### Mulheres discutidas
Essas mulheres são discutidas na Parte I do Livro da Cidade de Senhoras.
- Sibilas: Eritreia e Cumas
- Débora
- Isabel, figura bíblica
- Ana, a Profetisa
- Rainha de Sabá
- Cassandra
- Basina da Turíngia
- Carmenta
- Teodora
- Dripetrua
- Hipsípila
- a virgem Claudina
- Caridade romana
- Hipsicrateia
- Triaria
- Artemísia I de Cária
- Argia
- Agripina Maior
- Emília Tércia
- Xântipe
- Pompeia Paulina
- Sulpícia
- Lacedemônia
- Pórcia
- Cúria

### Parte III
Na Parte III, Senhora Justiça junta-se com a autora para "adicionar os toques finais" para a cidade, inclusive trazendo uma rainha para governá-la. Senhora Justiça conta à autora sobre as santas do sexo feminino que foram elogiadas por seu martírio. Ao final desta parte, Cristina faz outro endereço para todas as mulheres que anunciam a conclusão da Cidade de senhoras. Ela suplica para defendam e protejam a cidade e para seguir sua rainha (Virgem Maria). Ela também adverte as mulheres contra as mentiras de caluniadores, dizendo, "reverter esses mentirosos traiçoeiros que usam nada além de truques e palavras melosas para roubar de você o que você deve manter em segurança acima de tudo: a sua castidade e seu glorioso bom nome".

#### Mulheres discutidas
Essas mulheres são discutidas na Parte I do Livro da Cidade de Senhoras.
- A Virgem Maria
- Irmãs da Virgem Maria e Maria Madalena
- Santa Catarina
- Santa Margarida
- Santa Luzia
- Abençoada Martina
- Santa Luzia (diferente da Santa Luzia ao lado)
- Santa Justina
- Teodosiana, Santa Bárbara e Santa Doroteia
- Santa Cristina a Virgem
- Várias santas que foram forçadas a assistir seus filhos sendo martirizados
- Santa Marina de Omura, Virgem
- Abençoada Eufrosina
- Abençoada Anastásia
- Abençoada Teodora
- Santa Natália
- Santa Afra
- Várias senhoras que serviam os Apóstolos